# Solna stadshus

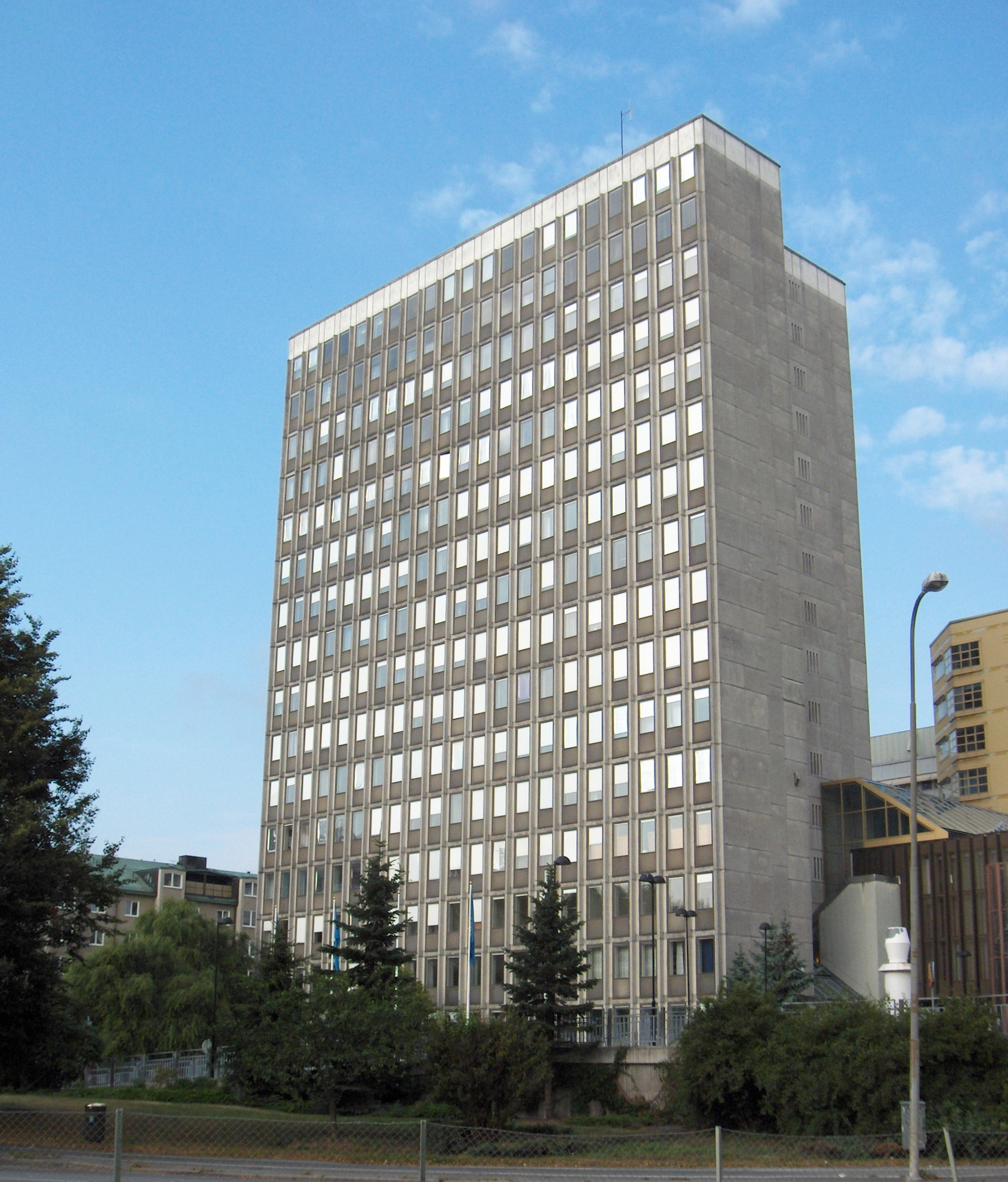
Solna stadshus i augusti 2011.

Solna Stadshus ligger vid Stadshusgången 2 i Solna norr om Stockholm och hyser Solna kommuns administration.
Solna centrum anlades i mitten av 1960-talet i stadsdelen Skytteholm, gränsande till Hagalund. Här uppfördes bibliotek, restauranger, affärer och en ny kommunal förvaltningsbyggnad enligt arkitekten Sture Fröléns ritningar. Stadshuset som restes 1961–1966 i femton våningar gavs en distinkt utformning där fasaden präglas av stora enluftsfönster i samspel med smala betongelement. Fullmäktigesalen förlades till en lågdel i norr. Under 1980-talet glasades Solna Centrum in och byggnaderna kopplades ihop. Byggnadens ursprungliga arkitektur är så gott som oförändrad och fungerar fortfarande som kommunhus.